# Phryneta crassa
Phryneta crassa är en skalbaggsart som beskrevs av Jordan 1903. Phryneta crassa ingår i släktet Phryneta och familjen långhorningar.
Artens utbredningsområde är Gabon. Inga underarter finns listade i Catalogue of Life.